# Teatro Apollo (Calle 42)
El Teatro Apollo fue un teatro de Broadway cuya entrada se ubicaba en el número 223 de la Calle 42 Oeste en Manhattan, Nueva York, a pesar de que el teatro propiamente dicho se ubicaba en la calle 43. Fue demolido en 1996 y parte del mismo se utilizó para el nuevo Ford Center hoy conocido como el teatro Lyric.

## Historia
El Apollo fue construido en 1920 por los hermanos Selwyn junto con el Teatro Times Square, y ambos compartían una única fachada en la calle 42 oeste. Diseñado por Eugene De Rosa, los teatros tenían compartían la entrada por la calle 42 pero el auditorio del Apollo estaba en la calle 43. El teatro contaba con 1,200 butacas.
El Apollo inicialmente fue un teatro para musicales y alojó a las obras Strike Up the Band de George Gershwin y varias ediciones de George White's Scandals, con la actuación de W.C. Fields, Bert Lahr y Ed Wynn. Al igual que muchos teatros de los años 1920 también se proyectaron películas. En 1922, por ejemplo, se proyectó Silver Wings, Alrededor del mundo con Burton Holmes, y dos películas de D. W. Griffith: Las dos huérfanas y One Exciting Night.
En 1934, el Apollo se convirtió en la tercera casa de burlesque junto con Minsky's Republic que se ubicaba tres puertas al este y el teatro Eltinge en la vereda del frente. Max Wilner y Emmett Callahan (que estaba casado a la estrella de strip tease Ann Corio), junto con el productor Allen Gilbert, presentó "Glorified Burlesque," que era mucho más refinado que sus vecinos. Abbott y Costello, Joey Faye, Ann Corio, Gypsy Rose Lee, Georgia Sothern, Mike Sachs, y Steve Mills aparecieron en shows de burlesque en el teatro. Pero luego de protestas contra el burlesque por parte de religiosos, y por ir en contra de los intereses de los negocios de la zona y los propietarios de inmuebles, a finales de los años 1930, el Apollo y los otros teatros en la calle 42 se convirtieron en cines. Irónicamente, para los años 1970, al igual que muchos otros teatros de la calle 42, el Apolo exhibió películas X .
En 1978 el Apollo fue renovado y nombrado como el Nuevo Apollo. Empezando en 1979 alojó producciones de On Golden Pond, Bent, Cinco de julio, y The Guys in the Truck. Pero esta fase culminó a inicios de los años 1980 y el Nuevo Apollo terminó siendo un night club. El edificio fue deteriorándose y se volvió irreparable y fue declarado inhabitable. En 1990 fue, junto a varios otros teatros de la calle 42, expropiado por la ciudad y el estado de Nueva York y en 1992 empezó a ser administrado por la organización New 42nd Street. Fue demolido en 1996.
Algunos elementos arquitectónicos del teatro como el arco de su proscenio que estaban protegidos al ser hitos históricos fueron removidos y luego incorporados en el nuevo teatro Ford Center for the Performing Arts que actualmente es el teatro Lyric.
El exterior del teatro se muestra en la serie de HBO The Deuce.